# Komatsu PC8000
La excavadora Komatsu PC8000 está destinada a la minería. Es la excavadora hidráulica más grande fabricada por Komatsu Limited.

## Características
La Pala Hidráulica PC8000-6 FS D cuenta con 2 motores Komatsu SDA16V160E-2 diésel de 16 cilindros, turbo alimentados y enfriados con aire. Con una potencia al volante neta de 1500.

## Pala
Tiene una configuración frontal y otra retro. Las dos palas tienen una capacidad de 42m³.

## Sistema de refrigeración
La Komatsu PC8000 tiene un sistema de refrigeración que, dependiendo del calor, giran más rápido o menos rápido. Este sistema lo inventaron en Alemania.